# Falanouc miền tây
Falanouc miền tây (Eupleres major) là một loài động vật hữu nhũ quý hiếm có hình dạng giống cầy mangut, đặc hữu của Madagascar. Cho đến gần đây, falanouc miền đông (Eupleres goudotii) là loài duy nhất được công nhận thuộc chi Eupleres. Năm 2010, Goodman và Helgen đã cung cấp bằng chứng hình thái học cho biết hai loài falanouc là mỗi loài riêng biệt và sinh sống tại các vị trí địa lý riêng biệt. E. major lớn hơn và nâu hơn so với E. goudotii. Chế độ ăn chủ yếu là động vật không xương sống như giun, ốc và sên lãi.
Kiến thức về sinh thái của falanouc miền tây còn hạn chế, nhưng phạm vi loài được cho là chỉ giới hạn trong rừng khô rụng lá, rừng cọ triều cường và đất ngập nước. E. major xuất hiện ở công viên quốc gia Ankarafantsika và cũng sinh sống trong hoặc gần các khu bảo tồn hay công viên quốc gia địa phương khác. Thiên dịch chính của falanouc miền tây là chó hoang và con người. E. major hiện được liệt kê là loài nguy cấp trong Sách đỏ IUCN về các loài có nguy cơ tuyệt chủng. Việc buôn bán và sử dụng hiện chưa được xác định rõ, nhưng số lượng đã giảm đáng kể 50% do các yếu tố khác nhau như săn bắn, biến đổi môi trường sống đang diễn ra và sự phân mảnh. Cần thêm nhiều nghiên cứu về E. major để hiểu sâu hơn về loài và nỗ lực bảo tồn để bảo vệ quần thể đang suy giảm.
1. ↑  Hawkins, F. (2016). "Eupleres major". Sách đỏ IUCN về các loài bị đe dọa. Quyển 2016. tr. e.T39547A45204313. doi:10.2305/IUCN.UK.2016-1.RLTS.T39547A45204313.en. Truy cập ngày 17 tháng 12 năm 2021.